# Jürgen Raabe
Jürgen Raabe (* 26. September 1957 in Suhl) ist ein deutscher Sportschütze im Wurfscheibenschießen in der Disziplin Skeet.

## Leben und Karriere
Raabe war Teilnehmer der Olympischen Spiele 1988 in Seoul und nahm am Skeet-Wettkampf teil, er wurde nach dem Vorkampfergebnis von 196 der 200 geworfenen Wurfscheiben im Finale Sechster.
Sein bestes Ergebnis bei Weltmeisterschaften war der fünfte Platz 1990 in Moskau. 1986 und 1988 wurde er mit der Mannschaft Vizeeuropameister in Montecatini und Istanbul. Doppel-Europameister wurde er 1996 in Tallinn. Im heimischen Suhl gewann Raabe 1989 den Weltcup und ein Jahr später in Weert Bronze.
Jürgen Raabe wurde DDR-Meister mit der Mannschaft und zweimal DDR-Vizemeister. Nach der Wiedervereinigung 1990 kamen noch zwei Deutsche Meister- und drei Deutsche Vizemeister-Titel hinzu.